# Concavada
Concavada era una freguesia portuguesa del municipio de Abrantes, en el distrito de Distrito de Santarém,con 19,89 km² de área y 653 habitantes (2011). Su densidad de población era de 36,9 hab/km².

## Geografía
La freguesia de Concavada se situaba en la parte oriental del municipio de Abrantes, en la ribera izquierda (sur) del Tajo. Tiene una estrecha frontera con el municipio de Mação al norte, y los restantes vecinos eran las freguesias de Alvega al este, São Facundo al sur, Pego al oeste y Mouriscas al norte.

## Historia
La freguesia de Concavada quedó extinguida en el marco de la reforma administrativa de 2013, siendo agregada a la de Alvega, para formar una nueva, denominada Alvega e Concavada, con sede en la primera.
Fue la tierra natal del poeta António Botto, que da nombre, actualmente, a la Biblioteca Municipal de Abrantes.